# Réjane Laberge-Colas
Réjane Laberge-Colas (1923 – 2009), née Lucie Lydia Réjane Laberge, est la première femme nommée juge à une cour supérieure au Canada. Membre de l'Ordre du Canada, elle est présidente-fondatrice de la Fédération des femmes du Québec.